# Nizar Baraka

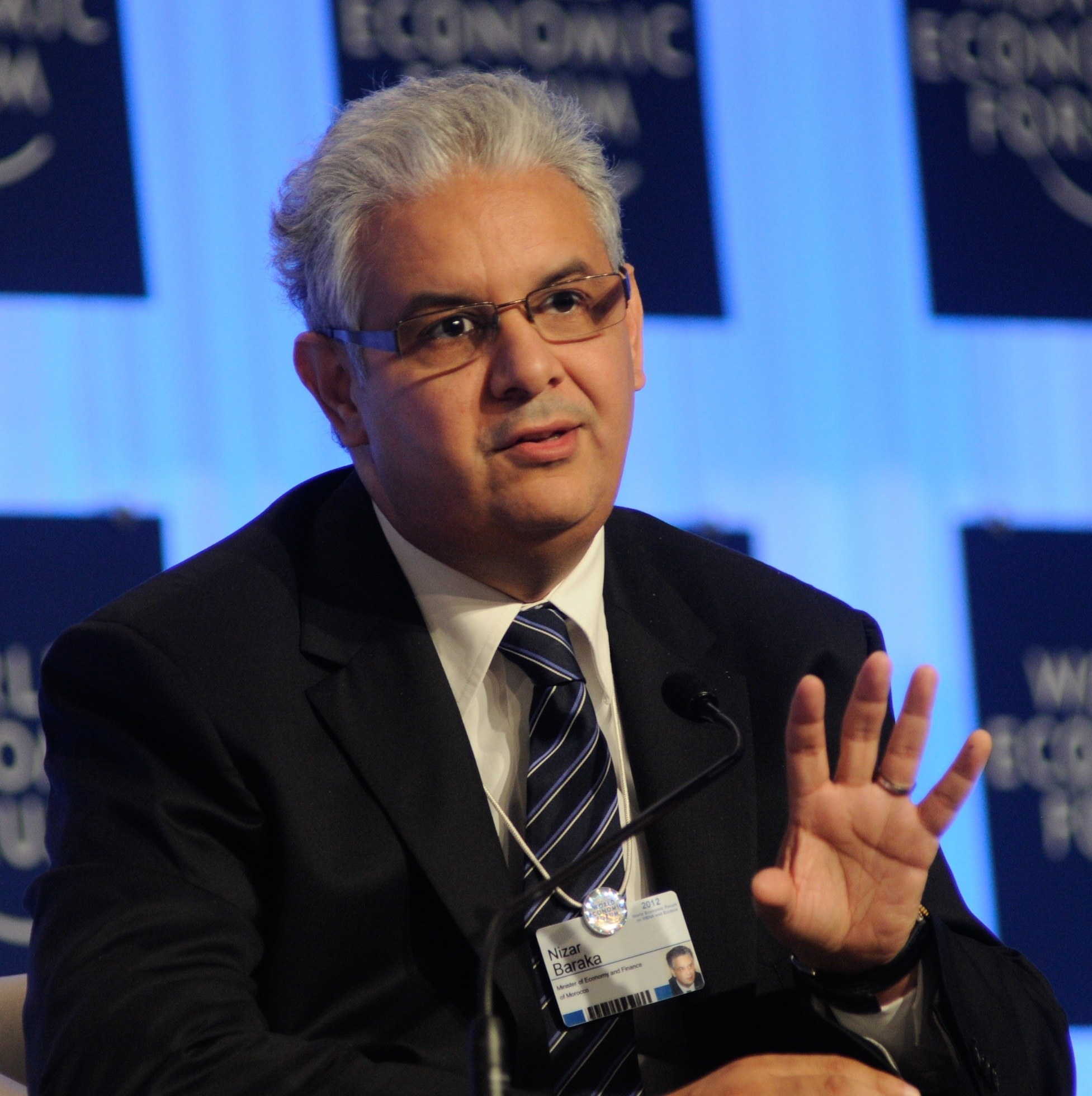
Nizar Baraka (2012)

Nizar Baraka (* 6. Februar 1964 in Rabat) ist ein marokkanischer Politiker der Partei Istiqlal. Seit dem 3. Januar 2012 war er als Nachfolger von Salaheddine Mezouar Finanzminister von Marokko im Regierungskabinett von Abdelilah Benkirane. Schon ein Jahr später zerstritten sich die Regierungsparteien Istiqlal und PJD, Istiqlal verließ die Regierungskoalition und ist seither in Opposition.
Seit 2017 ist er Generalsekretär (Vorsitzender) seiner Partei.